# 中文數位化技術推廣基金會
中文數位化技術推廣基金會，前身为“中文微電腦推廣基金會”，簡稱中推會，是臺灣的一個非營利組織，由大同公司、旭青電腦、宏碁、神通电脑、惠普公司、诠脑电脑等六家公司在1988年底共同發起成立。成立中推会的目的為針對當時紛亂的中文電腦環境，制定出適合所有資訊使用者能共通使用的中文電腦環境。
1992年，更名為“中文電腦推廣基金會”。
1997年推出Big5+，然由於編碼使用到的範圍超過原先大五碼定義，無法安裝在Microsoft Windows上，現幾乎無人使用。
1998年，更名為“中文數位化技術推廣基金會”。

## 外部連結
- 中文數位化技術推廣基金會（页面存档备份，存于）
- 中文數位化技術推廣基金會的Facebook專頁
- YouTube上的中文數位化技術推廣基金會頻道